# Stereoelektroenzephalographie
Stereoelektroenzephalographie (sEEG) bezeichnet die Vorgehensweise, EEG-Signale von Tiefenelektroden nach oder während einer stereotaktischen Hirnoperation abzuleiten. Anwendung findet diese Aufzeichnungsmethode in der Behandlung von Patienten mit pharmakoresistenter Epilepsie oder Parkinsonerkrankung. Ziel ist eine Bestimmung der zugrundeliegenden neuralen Ursachen im Zuge der „prächirurgischen“ Diagnostik. Durch einen Neurochirurgen werden Elektroden operativ ins Hirngewebe implantiert. Im Falle von Epilepsie soll so die Hirnregion identifiziert werden, welche als Ursprung der epileptischen Anfälle angenommen werden kann. Diese Region wird dann gegebenenfalls in einer weiteren Operation chirurgisch entfernt. Bei einer sonst behandlungsresistenten Parkinsonerkrankung hingegen dient sEEG zur Bestimmung der Stimulationsparameter im Rahmen der Tiefen Hirnstimulation.
Diese Technik wurde erstmals bei der eingehenden Diagnostik von Epilepsiepatienten in der zweiten Hälfte des 20. Jahrhunderts am Hôpital Sainte-Anne in Paris durchgeführt. Intrazerebrale Elektroden werden in der Zielregion platziert, um dort die elektrische Aktivität während epileptischer Anfälle aufzuzeichnen. Damit wird zur genauen Abgrenzung der „epileptogenen Zone“ beigetragen. Dabei handelt es sich um die Region, welche für das Entstehen der Anfälle ursächlich ist. In der weiteren Behandlung kann eine operative Resektion dieses Gebietes zur vollkommenen Anfallsfreiheit führen. Bei etwa einem Prozent der Patienten, welche mittels sEEG untersucht werden, kommt es zu einem schweren unerwünschten Ereignis (zum Beispiel Hirnblutungen oder Infektion des betroffenen Gewebes), was zu permanenten neurologischen Beeinträchtigungen oder Tod führen kann. Aus diesem Grund wird sEEG nur in Ausnahmefällen sonst therapieresistenter Krankheitsverläufe angewandt.